# 2025年美洲金盃決賽
2025年美洲金盃決賽是2025年美洲金盃的最後一場賽事，以決出賽事的冠軍。決賽在2025年7月6日，於美國侯斯頓的NRG體育場舉行。

## 比賽場館
決賽美國侯斯頓的NRG體育場舉行，這是首次決賽在這個球場上演。2024年10月30日，中北美洲及加勒比海足協公佈決賽在NRG體育場舉辦。這球場亦會舉行2026年國際足協世界盃賽事。

## 賽事

### 詳細
| 美国      | 1–2  | 墨西哥                             |
| --------- | ---- | ---------------------------------- |
| 理查兹 4' | 報告 | - 希门尼斯 27' - 埃·阿尔瓦雷斯 77' |